# Список главных тренеров ФК «Граджянски»

Ниже представлен список главных тренеров футбольного клуба «Граджянски», функционировавшего с 1911 по 1945 год, когда он был расформирован. Во многом на его базе было создано загребское «Динамо». За всю историю у клуба было 12 главных тренеров.
«Граджянски» был основан в 1911 году, но первый главный тренер у него появился лишь в 1918 году, после окончания Первой мировой войны. Им стал Милан Граф, возглавлявший тогда же Хорватский футбольный союз. В то же время администрация клуба решила нанять иностранного специалиста для развития успехов своей футбольной команды. Им стал, пришедший в начале июня 1919 года австриец Карл Хайнлайн, который одновременно работал главным тренером и играл за «Граджянски», выполняя встававшие перед ним задания успешно до конца 1921 года. Его преемником стал бывший игрок английского клуба «Болтон Уондерерс» — англичанин Артур Гаскелл, который сумел собрать в команде талантливых игроков и создавал её по подобию лучших европейских команд. Именно ему приписывают создание знаменитой «старой гвардии» клуба. При нём «Граджянски» добился небывалых доселе успехов, отправившись в турне по Испании и завоевав титул чемпиона Югославии в 1923 году.
Преемниками Гаскелла стали австриец Рихард Кон и венгр Йеса Посонь. Последний до «Граджянски» успел поработать главным тренером испанской «Барселоны», он продолжил в команде дело Гаскелла.
Затем в трудный период для клуба его президент Желько Бергер нанял на пост главного тренера ирландца Джеймса Доннелли, внесшего глубокие изменения в команду. Он представил тогда, возможно, еще не полностью отработанную схему W и дал шанс заиграть ряду новых игроков, но проработал в «Граджянски» недолго. То, что начал Доннелли, закончил венгр Мартон Букови, возглавивший загребскую команду в 1936 году и проработавший на этом посту вплоть до расформирования «Граджянски» в июне 1945 года коммунистическими властями Югославии. Но уже в ноябре того же года Букови был назначен главным тренером загребского «Динамо», которое включает историю «Граджянски» в свою.

## Список тренеров
Легенда:
- И — игры
- В — выигрыши
- Н — ничьи
- П — поражения
- ГЗ — забитые голы
- ГП — пропущенные голы
- РГ — разница голов
- % В — процент выигрышей
- Д — количество дней на посту
- Т — количество побед в национальных чемпионатах и кубках, еврокубках. Отсутствие трофеев у тренера отмечено «—»

| №  | Тренер                                     | Гражданство | Фото | Начало           | Конец            | И   | В   | Н  | П  | ГЗ  | ГП  | РГ   | % В     | Д    | Т | Прим. |
| -- | ------------------------------------------ | ----------- | ---- | ---------------- | ---------------- | --- | --- | -- | -- | --- | --- | ---- | ------- | ---- | - | ----- |
| 1  | Милан Граф хорв. Milan Graf                | Югославия   |      | 1918             | 1919             | —   | —   | —  | —  | —   | —   | —    | —       | —    | — | [ 1 ] |
| 2  | Карл Хайнлайн нем. Karl Heinlein           | Австрия     |      | 1 июня 1919      | 30 ноября 1921   | 40  | 34  | 3  | 3  | 207 | 25  | +182 | 85.00 % | 913  | 3 | [ 1 ] |
| 3  | Артур Гаскелл англ. Arthur Gaskell         | Англия      |      | 1 декабря 1921   | 1924             | —   | —   | —  | —  | —   | —   | —    | —       | —    | — | [ 1 ] |
| 4  | Рихард Кон нем. Richard Kohn               | Австрия     |      | 7 ноября 1924    | 30 ноября 1925   | 20  | 16  | 1  | 3  | 98  | 19  | +79  | 80.00 % | 388  | 1 | [ 1 ] |
| 5  | Йеса Посонь венг. Imre Pozsonyi            | Венгрия     |      | 2 декабря 1925   | 29 октября 1926  | 16  | 14  | 0  | 2  | 98  | 24  | +74  | 87.50 % | 332  | 2 | [ 1 ] |
| 6  | Йозеф Брандштеттер нем. Josef Brandstätter | Австрия     |      | 30 октября 1926  | 1929             | —   | —   | —  | —  | —   | —   | —    | —       | —    | — | [ 1 ] |
| 7  | Иоганн Стрнад нем. Johann Strnad           | Австрия     |      | 18 октября 1930  | 18 февраля 1931  | 5   | 4   | 0  | 1  | 13  | 4   | +9   | 80.00 % | 123  | — | [ 1 ] |
| 8  | Роберт Хафтль нем. Robert Haftl            | Австрия     |      | 18 апреля 1931   | 25 апреля 1932   | 30  | 17  | 7  | 6  | 59  | 23  | +36  | 56.66 % | 374  | — | [ 1 ] |
| 9  | Дьёрдь Мольнар венг. György Molnár         | Венгрия     |      | 29 апреля 1932   | 20 сентября 1933 | 30  | 14  | 5  | 11 | 67  | 50  | +17  | 46.66 % | 510  | — | [ 1 ] |
| 10 | Джеймс Доннелли англ. James Donnelly       | Ирландия    |      | 22 сентября 1933 | 30 апреля 1935   | 24  | 16  | 1  | 7  | 65  | 22  | +43  | 66.00 % | 739  | 2 | [ 1 ] |
| 11 | Антон Рингер нем. Anton Ringer             | Австрия     |      | 1 мая 1935       | 1936             | —   | —   | —  | —  | —   | —   | —    | —       | —    | — | [ 1 ] |
| 12 | Мартон Букови венг. Marton Bukovi          | Венгрия     |      | 1 апреля 1936    | 6 июня 1945      | 196 | 137 | 31 | 28 | 624 | 192 | +435 | 69.89 % | 3352 | 8 | [ 1 ] |